# The Dungeon of Black Company
The Dungeon of Black Company (迷宮ブラックカンパニー, Meikyū Burakku Kanpanī) est une série de shōnen manga écrite et dessinée par Yōhei Yasumura, prépubliée dans le magazine en ligne Mag Comi de l'éditeur Mag Garden depuis décembre 2016. En France, le manga est édité par komikku.
Une adaptation en anime de 12 épisodes est diffusée au Japon entre le 9 juillet 2021 et le 24 septembre 2021.

## Synopsis
Kinji Ninomiya est un NEET qui a amassé suffisamment d’argent grâce à des investissements immobiliers pour financer un style de vie en penthouse sans jamais avoir à travailler. Cela change lorsqu'un portail le transporte soudainement dans un monde fantastique où il se retrouve rapidement esclave d'une société minière extrayant des cristaux d'un donjon. Désespéré de trouver un moyen de sortir de cette nouvelle pauvreté, Kinji tente de retrouver sa stabilité financière par tous les moyens nécessaires, rassemblant ainsi un groupe d'aventuriers inhabituels.

## Personnages
Kinji Ninomiya (二ノ宮キンジ, Ninomiya Kinji)
Voix japonaise : Katsuyuki Konishi
Rim (リム, Rimu)
Voix japonaise : Misaki Kuno
Wanibe (ワニベ, Wanibe)
Voix japonaise : Hiro Shimono
Belza (ベルザ, Beruza)
Voix japonaise : Satomi Satō
Boss Goblin (ゴブリン上司, Goburin Jōshi)
Voix japonaise : Wataru Takagi
Shia (シア, Shia)
Voix japonaise : Megumi Toda (en)
Ranga (ランガ, Ranga)
Voix japonaise : M.A.O
Dungeon Ant A (迷宮アリA, Meikyū Ari A)
Voix japonaise : Yoshitsugu Matsuoka

## Médias

### Manga
The Dungeon of Black Company est scénarisé et dessiné par Yōhei Yasumura. La série est prépubliée dans le magazine en ligne Mag Comi de l'éditeur Mag Garden depuis décembre 2016. Le 5 juin 2020, il est annoncé que la série rentre dans son climax.
Le manga est licencié en Amérique du Nord par Seven Seas Entertainment.

### Série d'animation

Logo original de la série animée.

Une série télévisée d'animation en douze épisodes produite par Silver Link est diffusée entre le 9 juillet et le 24 septembre 2021 sur Tokyo MX, TV Aichi, ABC, AT-X et BS-NTV,. La série est réalisée par Mirai Minato sur un scénario de Deko Akao, un chara design de Yuki Sawairi et une musique de Taku Inoue. Le générique d'ouverture, Shimi, est interprété par Howl Be Quiet et le générique de fin, World is Mine, est interprété par Humbreaders. La série est licenciée par Funimation et passe sur Crunchyroll à la suite de son acquisition par Sony.